# Albert Isakson
Carl Johan Albert Isakson, född 29 oktober 1855 i Stockholm, död där 21 juli 1930, var en svensk ingenjör och skeppsbyggeriinspektör.
Albert Isakson var son till ornamentsbildhuggaren Albrecht Isaksson. Efter mogenhetsexamen i Stockholm 1874 var han tjänsteman i tullverket och studerade samtidigt vid Teknologiska institutets fackavdelning för maskinbyggnad, varifrån han utexaminerades som civilingenjör 1877. Isakson var ingenjörsassistent och ritare vid Domnarvets järnverksbygge, tjänstgjorde 1878 som tillförordnad professor i teoretisk mekanik vid Tekniska högskolan, var 1878–1879 verkstadsingenjör vid Sjöbergs skeppsvarv och 1879–1880 tillförordnad lektor i matematik och fysik vid Tekniska elementarskolan i Borås. Från 1880 ägnade sig Isakson uteslutande åt sjöfartstekniska uppgifter. Han var 1880–1889 skeppsmätningskontrollör i Stockholm, 1889–1930 skeppsmätare i Stockholms tullkammaredistrikt och 1888–1930 skeppsbyggeriinspektör vid Lloyd´s Register of Shipping. Isaksson var ofta anlitad i kommittéer på sjöväsendets olika områden och deltog 1902–1907 som sakkunnig i revisionen av de 1880 utfärdade skeppsmätningsförfattningarna. Han tog 1902 initiativ till bildandet av Sveriges allmänna sjöfartsförening, där han som styrelseledamot 1902–1930 bland annat åstadkom upprättandet av tre livräddningsstationer på Hallands kust. Han var en av stiftarna till det 1907 bildade Svenska sällskapet för räddning av skeppsbrutna. Som ledamot av Stockholm stadsfullmäktige 1909–1919 genomdrev han byggandet av en stor isbrytare, företrädesvis för sjöfarten på Östersjön. Han var magistratsbesiktningsman för fartyg i Stockholm 1892–1930. Isakson var även ledamot i Stockholms handelskammares skiljenämnd 1917–1930 och tillhörde styrelsen i ett flertal facksammanslutningar. Ivrig segelsportare donerade han premieyachter till Stockholms läroverk. Isaksson var uppfinnare på fartygsområdet, bland annat med en världspatenterad hydraulisk backslagsanordning för motorfartyg, och publicerade avhandlingar rörande skeppsmätning, skeppsbyggnadskonst och sjöfart samt utgav reseskildringen Från Kina till Röda havet (1910) och Notes on yachts an yachting in Sweden (1923).